# Indywidualne Mistrzostwa Polski na Żużlu 2012
Indywidualne Mistrzostwa Polski na Żużlu 2012 – zawody żużlowe, mające na celu wyłonienie medalistów indywidualnych mistrzostw Polski w sezonie 2012. Rozegrano cztery turnieje ćwierćfinałowe, dwa półfinały oraz finał, w którym zwyciężył Tomasz Jędrzejak.

## Finał
- Zielona Góra, 15 sierpnia 2012
- Sędzia: Wojciech Grodzki

| Msc. | Zawodnik              | Klub                  | Pkt   |               |  |
| ---- | --------------------- | --------------------- | ----- | ------------- |  |
| 1    | Tomasz Jędrzejak      | Sparta Wrocław        | 14    | (3,3,2,3,3)   |  |
| 2    | Rafał Okoniewski      | Stal Rzeszów          | 11 +3 | (3,3,1,3,1)   |  |
| 3    | Krzysztof Buczkowski  | Polonia Bydgoszcz     | 11 +2 | (3,3,0,3,2)   |  |
| 4    | Bartosz Zmarzlik      | Stal Gorzów Wlkp.     | 10    | (1,3,3,0,3)   |  |
| 5    | Grzegorz Zengota      | Włókniarz Częstochowa | 10    | (3,2,2,2,1)   |  |
| 6    | Piotr Protasiewicz    | Falubaz Zielona Góra  | 10    | (1,2,3,2,2)   |  |
| 7    | Maciej Janowski       | Unia Tarnów           | 10    | (2,2,3,1,2)   |  |
| 8    | Adrian Miedziński     | Unibax Toruń          | 9     | (2,1,d,3,3)   |  |
| 9    | Dawid Stachyra        | KMŻ Lublin            | 9     | (2,1,3,0,3)   |  |
| 10   | Patryk Dudek          | Falubaz Zielona Góra  | 8     | (2,w,2,2,2)   |  |
| 11   | Krzysztof Kasprzak    | Stal Gorzów Wlkp.     | 4     | (1,0,2,1,d)   |  |
| 12   | Mirosław Jabłoński    | Włókniarz Częstochowa | 4     | (0,1,1,1,1)   |  |
| 13   | Krzysztof Jabłoński   | Falubaz Zielona Góra  | 3     | (d,2,1,u/–,–) |  |
| 14   | rez. Robert Miśkowiak | KMŻ Lublin            | 3     | (2,1,w)       |  |
| 15   | Damian Adamczak       | Orzeł Łódź            | 3     | (1,0,1,1,0)   |  |
| 16   | Sławomir Musielak     | Kolejarz Rawicz       | 1     | (0,1,0,w,–)   |  |
| 17   | Tomasz Chrzanowski    | Wybrzeże Gdańsk       | 0     | (0,0,0,0,d)   |  |

Bieg po biegu:
1. Buczkowski, Miedziński, Zmarzlik, Chrzanowski
2. Zengota, Dudek, Adamczak, M.Jabłoński
3. Jędrzejak, Stachyra, Kasprzak, K.Jabłoński (d4)
4. Okoniewski, Janowski, Protasiewicz, Musielak
5. Buczkowski, Zengota, Musielak, Kasprzak
6. Jędrzejak, Protasiewicz, Miedziński, Dudek (w/u)
7. Okoniewski, K.Jabłoński, M.Jabłoński, Chrzanowski
8. Zmarzlik, Janowski, Stachyra, Adamczak
9. Janowski, Dudek, K.Jabłoński, Buczkowski
10. Stachyra, Zengota, Okoniewski, Miedziński (d4)
11. Protasiewicz, Kasprzak, Adamczak, Chrzanowski
12. Zmarzlik, Jędrzejak, M.Jabłoński, Musielak
13. Buczkowski, Protasiewicz, M.Jabłoński, Stachyra
14. Miedziński, Miśkowiak (K.Jabłoński u/ns), Adamczak, Musielak (w/su)
15. Jędrzejak, Zengota, Janowski, Chrzanowski
16. Okoniewski, Dudek, Kasprzak, Zmarzlik
17. Jędrzejak, Buczkowski, Okoniewski, Adamczak
18. Miedziński, Janowski, M.Jabłoński, Kasprzak (d4)
19. Stachyra, Dudek, Miśkowiak, Chrzanowski (d4)
20. Zmarzlik, Protasiewicz, Zengota, Miśkowiak (w/2min)
21. Bieg o srebrny medal: Okoniewski, Buczkowski